# Denain Voltaire Basket
A Association sportive Cail Denain Voltaire Porte du Hainaut, ou simplesmente Denain Voltaire Basket, é um clube de basquetebol baseado em Denain, Altos da França, França que atualmente disputa a LNB Pro B. Manda seus jogos no Complexe Sportif Jean Degros com capacidade para 2.036 espectadores.

## Histórico de Temporadas
| Temporada | Nível | Liga      | Pos. | J     | PL                               | Resultado                        | Copa da França |
| --------- | ----- | --------- | ---- | ----- | -------------------------------- | -------------------------------- | -------------- |
| 2008-09   | 4     | NM2       | 1    | 20-4  |                                  | Promovido                        |                |
| 2009-10   | 3     | NM1       | 4    | 21-13 | 0-1                              | Semifinalista                    | Primeira fase  |
| 2010-11   | 3     | NM1       | 2    | 23-11 | 1-1                              | Promovido semifinalista          | Primeira fase  |
| 2011-12   | 2     | LNB Pro B | 16   | 11-23 |                                  |                                  | Segunda fase   |
| 2012-13   | 2     | LNB Pro B | 14   | 13-21 |                                  |                                  | Segunda fase   |
| 2013-14   | 2     | LNB Pro B | 11   | 21-23 |                                  |                                  | Terceira fase  |
| 2014–15   | 2     | LNB Pro B | 4    | 20-14 | 4-3                              | Finalista playoffs de promoção   | Quarta fase    |
| 2015–16   | 2     | LNB Pro B | 13   | 15-19 |                                  |                                  | Terceira fase  |
| 2016–17   | 2     | LNB Pro B | 12   | 15-19 |                                  |                                  | Segunda fase   |
| 2017-18   | 2     | LNB Pro B | 10   | 16-18 | 0-2                              | Quartas de finais                |                |
| 2018-19   | 2     | LNB Pro B | 15   | 12-22 |                                  |                                  |                |
| 2019-20   | 2     | LNB Pro B | 8º   | 12-11 | Cancelado - Pandemia de COVID-19 | Cancelado - Pandemia de COVID-19 |                |
| 2020-21   | 2     | LNB Pro B | 4º   | 21-13 |                                  |                                  |                |
| 2021-22   | 2     | LNB Pro B | 12º  | 15-19 |                                  |                                  |                |
| 2022-23   | 2     | LNB Pro B | 14º  | 13-21 |                                  |                                  |                |
| 2023-24   | 2     | LNB Pro B | 15º  | 13-21 |                                  |                                  |                |
| 2024-25   | 2     | LNB Pro B | 12º  | 19-19 |                                  |                                  |                |

## Títulos

### LNB Pro A (primeira divisão)
- Campeão (1):1964-65

### LNB Pro B (segunda divisão)
- Campeão (2):1959-60, 1963-64

### Copa da França
- Campeão (2):1959-60, 1983-84